# 舞松原站
舞松原站（日语：／ Maimatsubara eki */?）是位於福岡縣福岡市東區舞松原五丁目26番13號，九州旅客鐵道（JR九州）的香椎線車站。車站編號為JD08。

## 歷史
- 1994年（平成6年）3月1日：車站啟用。
- 2009年（平成21年）3月1日：此站開始可以使用IC卡「SUGOCA」[1]。
- 2015年（平成27年）3月14日：引入車站集中管理系統（Smart Support Station）（日语：駅集中管理システム）「ANSWER」後成為無人車站[2]。

## 車站構造
車站是一座地面車站，設有1面1線的單式月台。月台建設在路塹內，車站大樓建設月台上方，為跨站式站房。此站是無人車站。
此站可使用SUGOCA，同時可購買IC卡和為IC卡增值。當發生異常時，設有遠端資訊服務。

## 使用狀況
在2019年（令和元年）度，1日平均乘車人次為1,018人，在JR九州車站排名167名。
以下為近年1日平均乘車人次。
| 年度               | 1日平均 乘車人次 |
| ------------------ | ---------------- |
| 2016年（平成28年） | 1,082            |
| 2017年（平成29年） | 1,073            |
| 2018年（平成30年） | 1,040            |
| 2019年（令和元年） | 1,018            |

## 車站周邊
- 福岡市立舞松原小學（日语：福岡市立舞松原小学校）
- 福岡市立青葉小學（日语：福岡市立青葉小学校）
- 福岡市立青葉中學（日语：福岡市立青葉中学校）
- 福岡市立東福岡特別支援學校
- Sunny（日语：サニー (スーパーマーケット)）舞松原店（超級市場）

## 相鄰車站
九州旅客鐵道（JR九州）
香椎線
香椎神宮（JD07）－舞松原（JD08）－土井（JD09）

## 注腳
1. ↑  . 交通新聞 (交通新聞社). 2009-03-03: 1 （日语）.
2. ↑   (PDF) (新闻稿). 九州旅客鉄道. 2014-12-22  [2020-02-07]. （原始内容 (PDF)存档于2019-01-20） （日语）.
3. ↑  SUGOCA 利用可能エリア （页面存档备份，存于）（日語） 九州旅客鐵道，截至平成28年3月26日（2016年10月5日參閲）。
4. ↑   (PDF). 九州旅客鉄道.   [2020-12-26]. （原始内容存档 (PDF)于2020-08-24） （日语）.

## 外部連結
- 舞松原（車站資訊） - 九州旅客鐵道